# Mauzun
Mauzun is een gemeente in het Franse departement Puy-de-Dôme (regio Auvergne-Rhône-Alpes) en telt 90 inwoners (2009). De plaats maakt deel uit van het arrondissement Clermont-Ferrand.

## Geografie
De oppervlakte van Mauzun bedraagt 1,0 km², de bevolkingsdichtheid is dus 90 inwoners per km².
De onderstaande kaart toont de ligging van Mauzun met de belangrijkste infrastructuur en aangrenzende gemeenten.

## Demografie
Onderstaande figuur toont het verloop van het inwonertal (bron: INSEE-tellingen).